# Samuel Gaumain
Samuel-Louis-Marie-Antoine Gaumain OFMCap (* 4. Januar 1915 in Saint-Pierre-de-l’Isle, Frankreich; † 20. August 2010) war ein französischer römisch-katholischer Ordensgeistlicher und Bischof von Moundou im Tschad.

## Leben
Samuel-Louis-Marie-Antoine Gaumain trat am 28. September 1930 der Ordensgemeinschaft der Kapuziner in Carcassonne bei. Seine ersten Ordensgelübde legte er am 7. Oktober 1931 ab und studierte Philosophie und Theologie in Bègles in Toulouse. Am 12. Januar 1936 legte er die feierliche Profess ab und empfing am 12. März 1938 die Priesterweihe. Zunächst war er in der Gemeinschaft von Fontenay-le-Comte tätig. 1948 ging er als Missionar nach Bouar in der Zentralafrikanischen Republik. Ab 1950 war er in Doba, Tschad, tätig und baute die Pfarrei Moundou auf.
1959 wurde er von Papst Johannes XXIII. zum ersten Bischof des von einer Präfektur erhobenen Bistums Moundou ernannt. Die Bischofsweihe spendete ihm Thomas Mongo, Bischof von Douala in Kamerun; Mitkonsekratoren waren Alphonse-Célestin-Basile Baud, Bischof von Berbérati, und Paul-Pierre-Yves Dalmais, Bischof von Fort-Lamy. Gaumain war Konzilsvater aller vier Sitzungsperioden des Zweiten Vatikanischen Konzils von 1962 bis 1965. Er war Delegierter der Bischofskonferenz des Tschad auf der Synode von Rom 1971.
Seinem Rücktrittsgesuch wurde 1974 durch Papst Paul VI. stattgegeben.